# Seymour Rossel

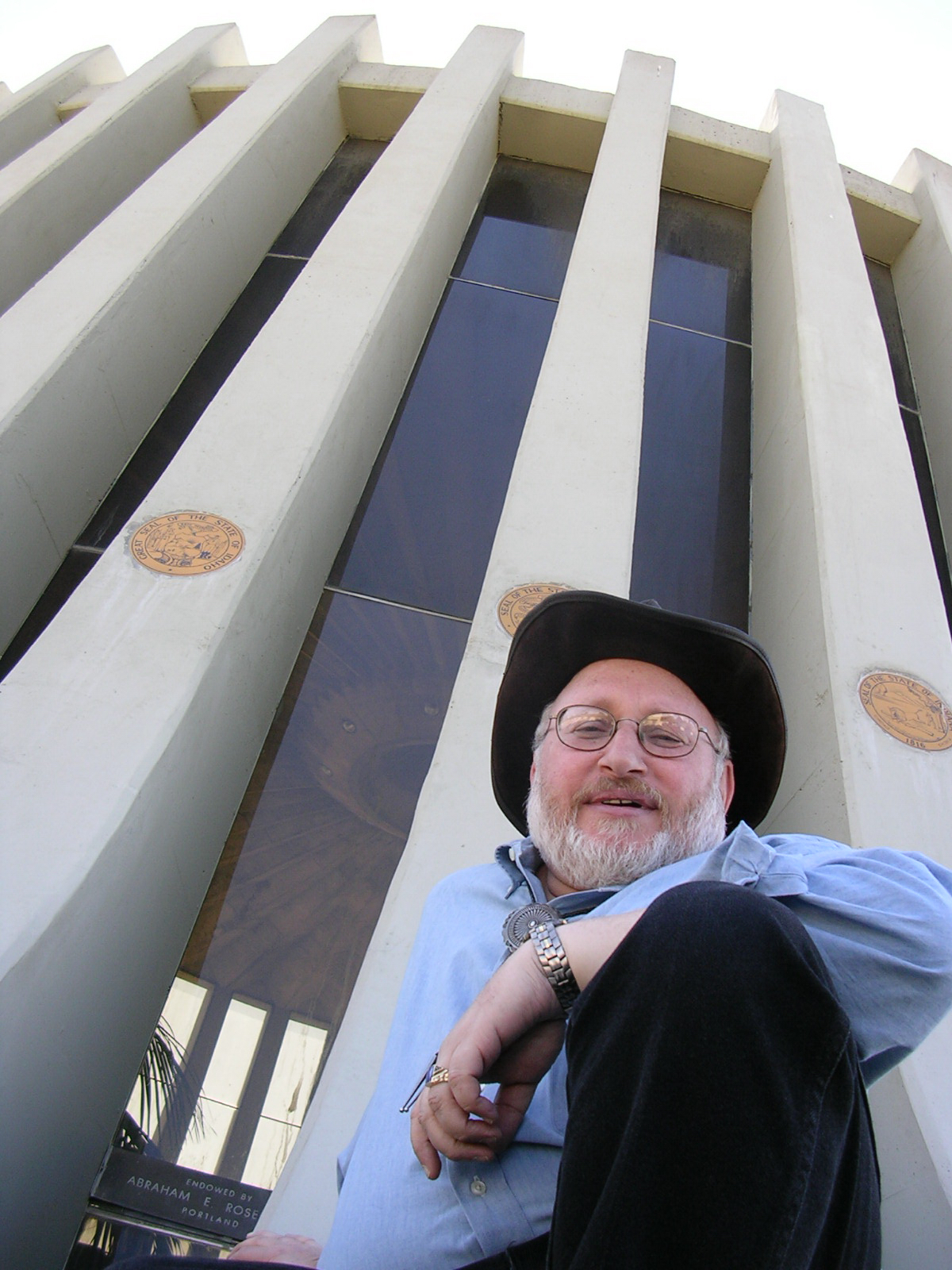
Seymour Rossel

Seymour Rossel (* 1945 in Chicago, Illinois) ist ein US-amerikanischer Autor und Rabbiner. 
Rossel ist als Rabbi in der Stadt Spring im Bundesstaat Texas tätig und schrieb bisher über 30 Bücher, welche vorwiegend den jüdischen Glauben, das Judentum in der Erziehung, die jüdische Geschichte, den Holocaust und die Bibel ins Zentrum stellen. Rossel betreibt zudem einen eigenen Buchverlag, Rossel Books, den er auch präsidiert.

## Werke (Auswahl)
- When a Jew Prays (A Jewish Value Series) (1973) ISBN 0874410932
- Journey Through Jewish History (1981) ISBN 0874413559
- Managing the Jewish Classroom: How to Transform Yourself into a Master Teacher (1998) ISBN 0933873964
- Bible Dreams: The Spiritual Quest : How the Dreams in the Bible Speak to Us Today (2003) ISBN 1561719390